# Војишница
Војишница је насељено место на Кордуну, у саставу општине Војнић, Карловачка жупанија, Република Хрватска.

## Географија
Налази се око 4 км североисточно од Војнића.

## Историја
Војишница се од распада Југославије до августа 1995. године налазила у Републици Српској Крајини, након чега је у хрватској војној операцији Олуја етнички очишћена.

### Други свјетски рат
У село Војишницу, срез Војнић, 29. јула 1941. године дошле су усташе из Загреба заједно са шефом загребачке полиције Владимиром Церовским „и кога су год од Срба нашли на путу, пред кућом или у кући тога су хватали и трпали у камионе“. Почетком августа усташе су наставиле хапшење Срба у Војнићу и околини“. “Већ рано у зору растурили су се по српским селима, пуцали и купили Србе.

## Становништво
Војишница је према попису из 2011. године имала 404 становника.

### Број становника по пописима
| Националност   | 2001. | 1991. | 1981. | 1971. | 1961. | 1953. | 1948. | 1931. | 1921. | 1910. | 1900. | 1890. | 1880. | 1869. | 1857. |
| бр. становника | 565   | 636   | 627   | 534   | 506   | 554   | 500   | 684   | 633   | 661   | 617   | 542   | 438   | 485   | 469   |

### Национални састав
| Националност       | 2001.        | 1991.        | 1981.        | 1971.        | 1961.      |
| Хрвати             | 346 (61,23%) | 4 (0,62%)    | 5 (0,79%)    | 4 (0,74%)    | 0          |
| Срби               | 212 (37,52%) | 618 (97,16%) | 598 (95,37%) | 525 (98,31%) | 506 (100%) |
| Југословени        | 0            | 8 (1,25%)    | 19 (3,03%)   | 3 (0,56%)    | 0          |
| остали и непознато | 7 (1,23%)    | 6 (0,94%)    | 5 (0,79%)    | 2 (0,37%)    | 0          |
| Укупно             | 565          | 636          | 627          | 534          | 506        |

## Попис 1991.
На попису становништва 1991. године, насељено место Војишница је имало 636 становника, следећег националног састава:
| Попис 1991.‍ | Попис 1991.‍ | Попис 1991.‍ | Попис 1991.‍ | Попис 1991.‍ |
| ----------- | ----------- | ----------- | ----------- | ----------- |
|             |             |             |             |             |
| Срби        | Срби        |             | 618         | 97,16%      |
| Југословени | Југословени |             | 8           | 1,25%       |
| Хрвати      | Хрвати      |             | 4           | 0,62%       |
| Грци        | Грци        |             | 1           | 0,15%       |
| Македонци   | Македонци   |             | 1           | 0,15%       |
| Муслимани   | Муслимани   |             | 1           | 0,15%       |
| непознато   | непознато   |             | 3           | 0,47%       |
| укупно: 636 |             |             |             |             |